# Don Pedro (postre)
El Don Pedro es un postre clásico en la gastronomía de Argentina que básicamente consiste en un helado, comúnmente de crema o de vainilla, al que se le añade whisky, y nueces trituradas. 
Su origen se sitúa en el famoso y ya desaparecido restaurante Lo Prete, en Buenos Aires, un lugar emblemático que fue punto de encuentro de figuras destacadas.

## Historia
Fue en el restaurante Lo Prete, que ocupaba un gran terreno en la calle Luis Sáenz Peña del 739 al 749, en el barrio de Monserrat, Buenos Aires, donde nació el postre Don Pedro, y que se convirtió en un símbolo del restaurante, que terminó cerrando en 1988.
Existen varias versiones sobre la creación de este postre. Algunos dicen que fue ideado por un cliente habitual llamado Pedro, que buscaba disfrazar su medida de whisky al final de las comidas. Otros aseguran que fue obra de Pedro Ferrari, un colaborador del restaurante desde 1930. Y también hay quienes creen que el creador fue Pedro Lo Prete, primo de los hermanos Lo Prete, quienes fundaron el restaurante. Estos hermanos, Ángel, Vicente, Domingo y Miguel, transformaron el lugar de una modesta cantina italiana a un comedor internacional que llegó a emplear hasta 140 mozos.
La receta básica es servirlo en un vaso ancho y bajo con una medida de whisky, una bocha de helado de crema y nueces espolvoreadas por encima.